# Saint-Basile (Edmundston)
Pour les articles homonymes, voir Saint-Basile.
Saint-Basile, ville dissoute le 25 mai 1998 par l'application de la Loi de 1998 sur Edmundston, est un quartier de la cité d'Edmundston au Nouveau-Brunswick.
Le quartier 6, qui garde le nom de Saint-Basile, a aussi vu entrer avec lui dans la grande ville d'Edmundston les anciens villages de Saint-Jacques et de Verret.
La ville est nommée en l'honneur de Saint-Basile de Césarée.
Saint-Basile est l'une des localités organisatrices du Ve Congrès mondial acadien en 2014.

## Administration
| Période                                  | Période | Identité          | Étiquette | Qualité |
| ---------------------------------------- | ------- | ----------------- | --------- | ------- |
| 1920                                     |         | Lorne J. Violette |           | Médecin |
| Les données manquantes sont à compléter. |         |                   |           |         |

## Culture

### Personnalités
- Edgar Fournier (1908-1994), directeur, enseignant et homme politique, né à Saint-Basile ;
- Antoine Langevin (1802-1857), prêtre, mort à Saint-Basile ;
- Claude Picard, peintre, né à Saint-Basile ;
- Rino Morin Rossignol (1950- ), écrivain, né à Saint-Basile ;
- Anne-Marie Sirois, artiste, née à Saint-Basile ;
- Lévite Thériault (1837-1896), homme politique, né à Saint-Basile.
- Roch Voisine, né à Edmundston et grandi à Saint-Basile jusqu'à l'adolescence